# Serra de Aceguá
  Serra de Aceguá  é uma ramificação que se desprende do Norte da Cuchilha Grande que apresenta as maiores elevações do Uruguai. Pertence Cerro Largo e atinge a sua maior altitude no Monte de Aceguá, (Aceguá, já no Brasil) com 621 metros. Fico perto da fronteira com o Brasil.